# Lamprosema parapsephis
Lamprosema parapsephis là một loài bướm đêm trong họ Crambidae.